# Избори за председника Аустрије 2010.
Избори за председника Аустрије 2010. године су се одржали 25. априлa 2010. године. На њима је било кандидовано троје кандидата и то Барбара Розенкранц, Хајнц Фишер и Рудолф Геринг. 

## Резултати
| Датум                       | 25. април 2010 |
| Укупан број бирача          | 6 355 568      |
| Проценат изашлих на гласање | 53,6%          |
| Укупан број гласова         | 3 404 646      |
| Неважећи гласови            | 242 682        |
| Важећи гласови              | 3 161 964      |

| Кандидат           | Број гласова | Проценат | Партија            |
| ------------------ | ------------ | -------- | ------------------ |
| Барбара Розенкранц | 481 923      | 15,2%    |                    |
| Рудолф Геринг      | 171 668      | 5,4%     |                    |
| Хајнц Фишер        | 2 508 373    | 79,3%    | Независни кандидат |